# Голдап
Голдап (пол. Gołdap, нем. Goldap Goldapо файле, Goldapp; лит. Gėlupė, Geldapė) — город в Польше, входит в Варминьско-Мазурское воеводство, Голдапский повят. Имеет статус городско-сельской гмины. Занимает площадь 17,2 км². Население — 15 600 человек (на 2007 год).
Город расположен рядом с Роминтской пущей. Рядом с городом расположено озеро, которое в Польше называется также, как и город, а в России — Красное. Через него протекает река Голдапа.
Является членом движения «Медленный город» (итал.  Cittaslow).

## История
- См. Битва при Гумбиннене